# Jackson Scholz
Jackson Scholz   (Buchanan, 15 de març de 1897 - Delray Beach, 26 d'octubre de 1986) va ser un atleta estatunidenc que va competir durant la dècada de 1920 i que va participar en tres edicions dels Jocs Olímpics.
Nascut a Michigan, va estudiar a la Universitat de Missouri. Fou el primer atleta en arribar a la final d'una cursa de velocitat individual en tres edicions consecutives dels Jocs Olímpics. El 1920, als Jocs Olímpics d'Anvers, disputà dues proves del programa d'atletisme. En els 4x100 metres relleus guanyà la medalla d'or, mentre en els 100 metres fou quart. Quatre anys més tard, als Jocs de París, tornà a disputar dues proves atlètiques. Guanyà la medalla d'or en els 200 metres i la de plata en els 100 metres. La tercera i darrera participació en uns Jocs fou el 1928, a amsterdam, on fou quart en la final dels 100 metres. Aquests èxits internacionals no van anar lligats als èxits a nivell nacional, ja que tan sols va guanyar un títol nacional, el de les 220 iardes de l'AAU de 1925.

## Millors marques
- 100 metres llisos. 10.5" (1924)
- 200 metres llisos. 21.6" (1926)[1][2]